# Ferdinand von Kerssenbrock
Ferdinand von Kerssenbrock (* 2. März 1676 in Borgholzhausen; † 23. Oktober 1754 in Osnabrück) war Dompropst und Metropolitanvikar in Osnabrück. 

## Leben
Ferdinand, Freiherr von Kerssenbrock zu Brinke, wurde 1676 als Sohn des Rembert Jobst von Kerssenbrock und der Wilhelmine von Korff-Schmising auf dem Schloss Brincke geboren. Er studierte zwei Jahre Jura in Würzburg und wurde 1689 Domkapitular in Osnabrück (März 1696 Emanzipation). Im April 1698 wird er als Subdiakon genannt. 1701 immatrikulierte er sich an der Universität Siena. 1706 wurde er Domkapitular in Münster (14. Juli 1705 Possession, 16. Juli 1706 Emanzipation) und 1711 Domkapitular in Trier (bis 1728), 1719 Dompropst in Osnabrück und zugleich Metropolitanvikar des Erzbischofs Clemens August von Köln. 1728 wurde er Mitglied und 1730 Präsident des Geheimen Rates in Osnabrück, 1723 Propst des Stiftes zu St. Johann ebenda. Am 16. November 1747 wurde er zum Statthalter des Hochstifts Köln in Osnabrück bestellt. Unter seiner Statthalterschaft und Leitung begann 1750 die barocke Umgestaltung des Osnabrücker Doms.
Er starb am 23. Oktober 1754 in seinem Amtssitz Schloss Eversburg und wurde im Dom St. Peter bestattet. Dort hat sich sein von Johann Conrad Schlaun und Johann Christoph Manskirch gestaltetes Epitaph bis heute erhalten (Südliches Querhaus, Westwand). Da sein Bruder Matthias Caspar von Kerssenbrock schon 1746 kinderlos verstorben war, erlosch mit Ferdinand von Kerssenbrock die katholische Kerssenbrocksche Linie zu Brincke. Seine Güter hatte er deshalb 1754 Friedrich Ferdinand von Korff-Schmising, einem Neffen mütterlicherseits, vermacht.